# Sowjetische Badmintonmeisterschaft 1978
Die Sowjetische Badmintonmeisterschaft 1978 fand vom 10. bis zum 15. März 1978 in Dnepropetrowsk statt.

## Die Sieger und Platzierten
| Disziplin    | Gold                                   | Silber                            | Bronze                              |
| ------------ | -------------------------------------- | --------------------------------- | ----------------------------------- |
| Herreneinzel | Anatoli Skripko                        | Vyacheslav Shukin                 | Konstantin Vavilov                  |
| Dameneinzel  | Alla Prodan                            | Svetlana Belyasova                | Irina Asovkina                      |
| Herrendoppel | Konstantin Vavilov Nikolay Peshekhonov | Anatoli Skripko Semyon Rozin      | Vladimir Nikiforov Viktor Shvachko  |
| Damendoppel  | Nadezhda Litvincheva Alla Prodan       | Vera Ramilzeva Svetlana Belyasova | Irina Asovkina Ludmila Markova      |
| Mixed        | Viktor Shvachko Nadezhda Litvincheva   | Nikolay Peshekhonov Alla Prodan   | Konstantin Vavilov Natalja Maxakova |